# Ludwig Becker (architecte)
Pour les articles homonymes, voir Ludwig Becker et Becker.
Ludwig Becker (né le 19 novembre 1855 à Cologne et mort le 13 juillet 1940 à Mayence) est un architecte allemand, actif de 1890 à 1940, qui s’illustra principalement dans l’architecture religieuse. 

## Biographie
Ludwig Becker était le fils d’un contremaître, vérificateur sur le chantier de la cathédrale de Cologne. Il suivit une formation de tailleur de pierre et de sculpteur à l'atelier de la cathédrale de Cologne. Il obtint son diplôme en 1873 à l'Université technique d’Aix-la-Chapelle, actuelle Université technique de Rhénanie-Westphalie à Aix-la-Chapelle. Il s’installa à Mayence en 1884, comme architecte diocésain. Il sera par la suite architecte en chef de la cathédrale de Mayence de 1909 à 1940. À partir de 1909, il travailla régulièrement avec l’architecte Anton Falkowski dans un atelier commun.
Ludwig Becker est aussi un historien de l'architecture, connu par ses travaux sur la cathédrale Saint-Martin de Mayence, quoique ses conclusions se soient avérées erronées. Sa thèse, selon laquelle la construction de la cathédrale de Mayence aurait débuté à l'époque de Constantin au IVe siècle, a été rejetée par les experts à l'unanimité.
Becker est surtout connu pour ses réalisations d'édifices religieux, principalement des églises catholiques. On lui doit la construction ou la restauration de près de trois-cents églises en Allemagne, en Alsace et en Lorraine. Il est inhumé au cimetière principal de Mayence.

## Son œuvre

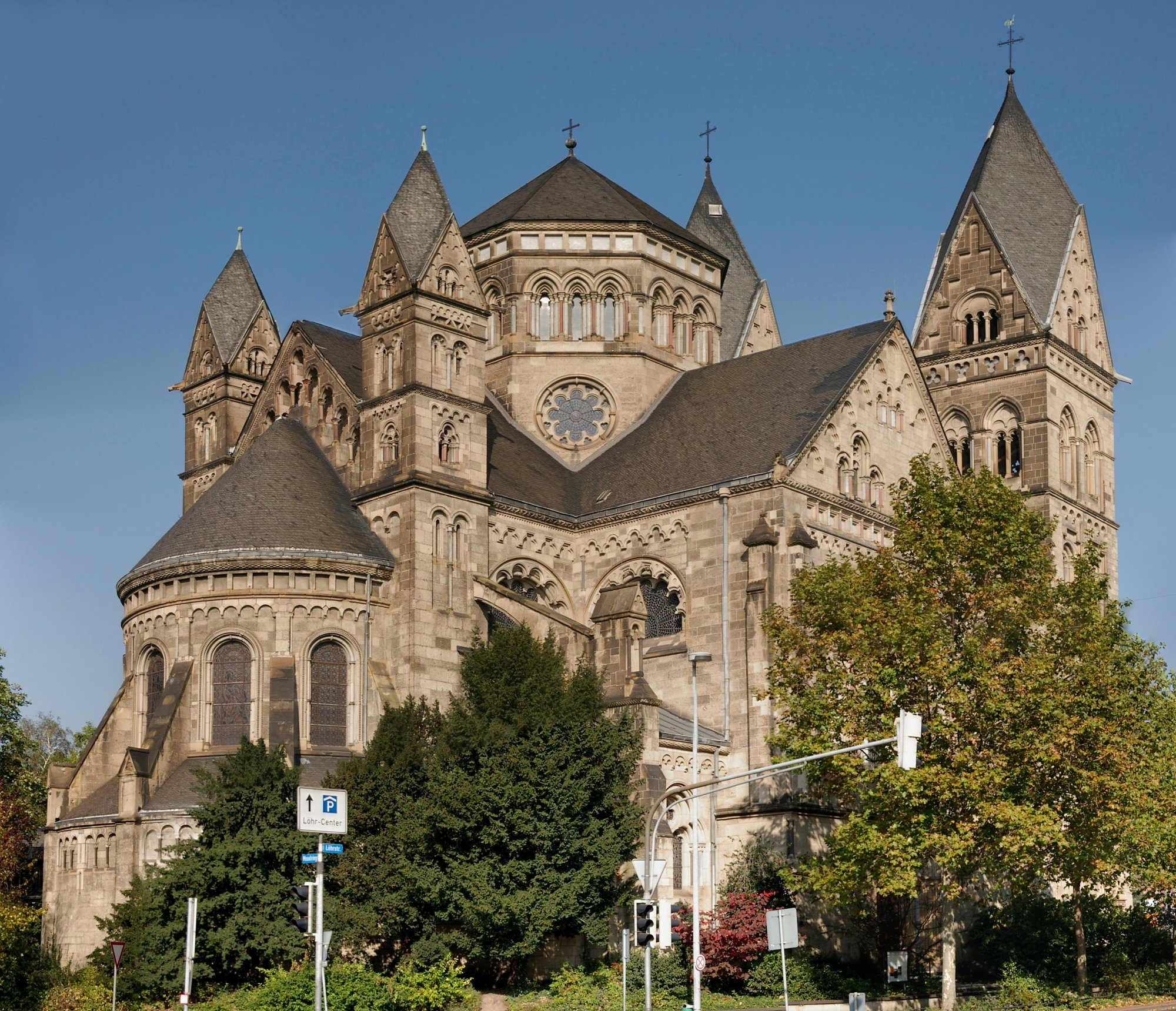
Église du Sacré-Cœur à Coblence.

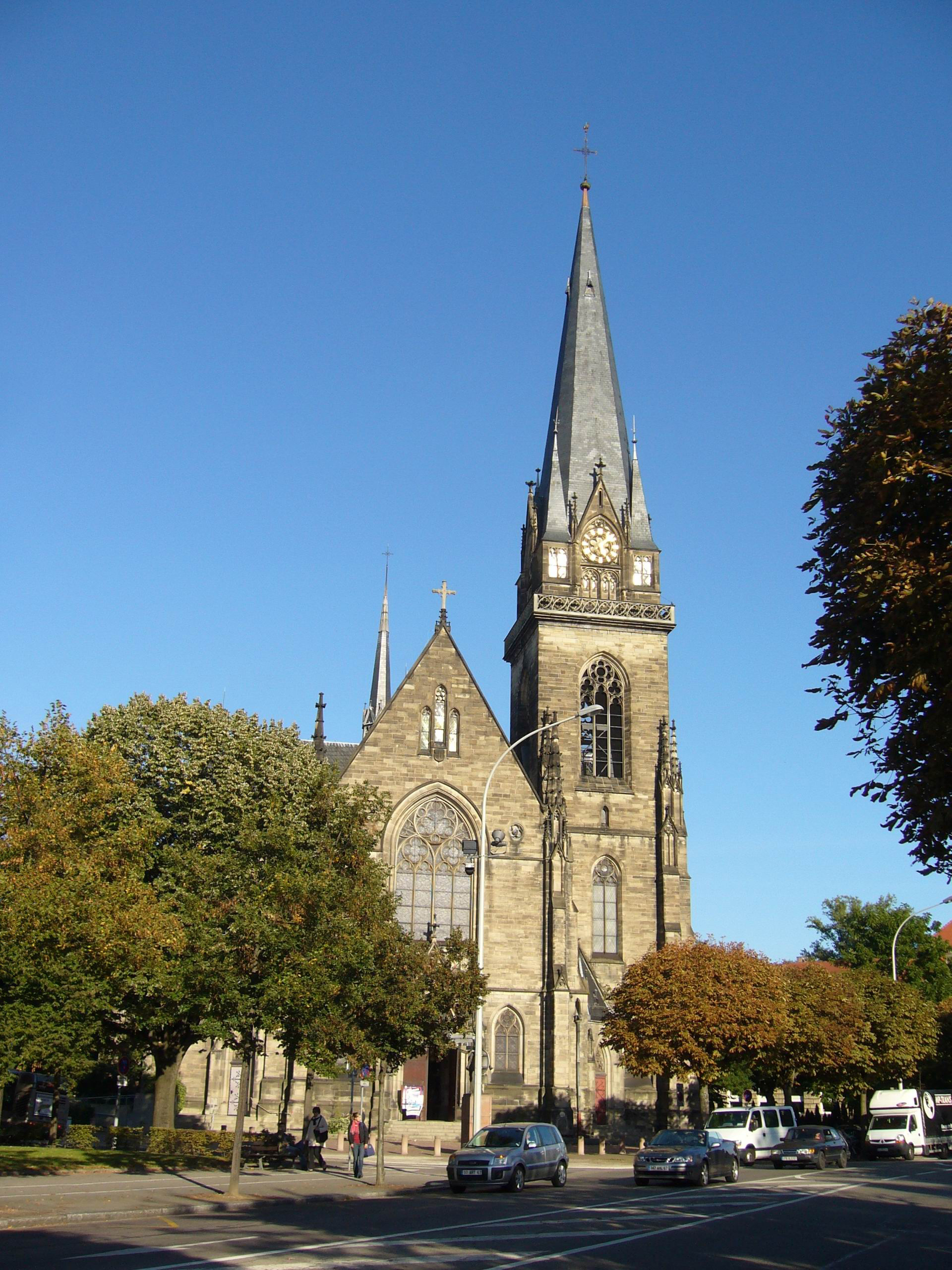
Église Saint-Maurice de Strasbourg

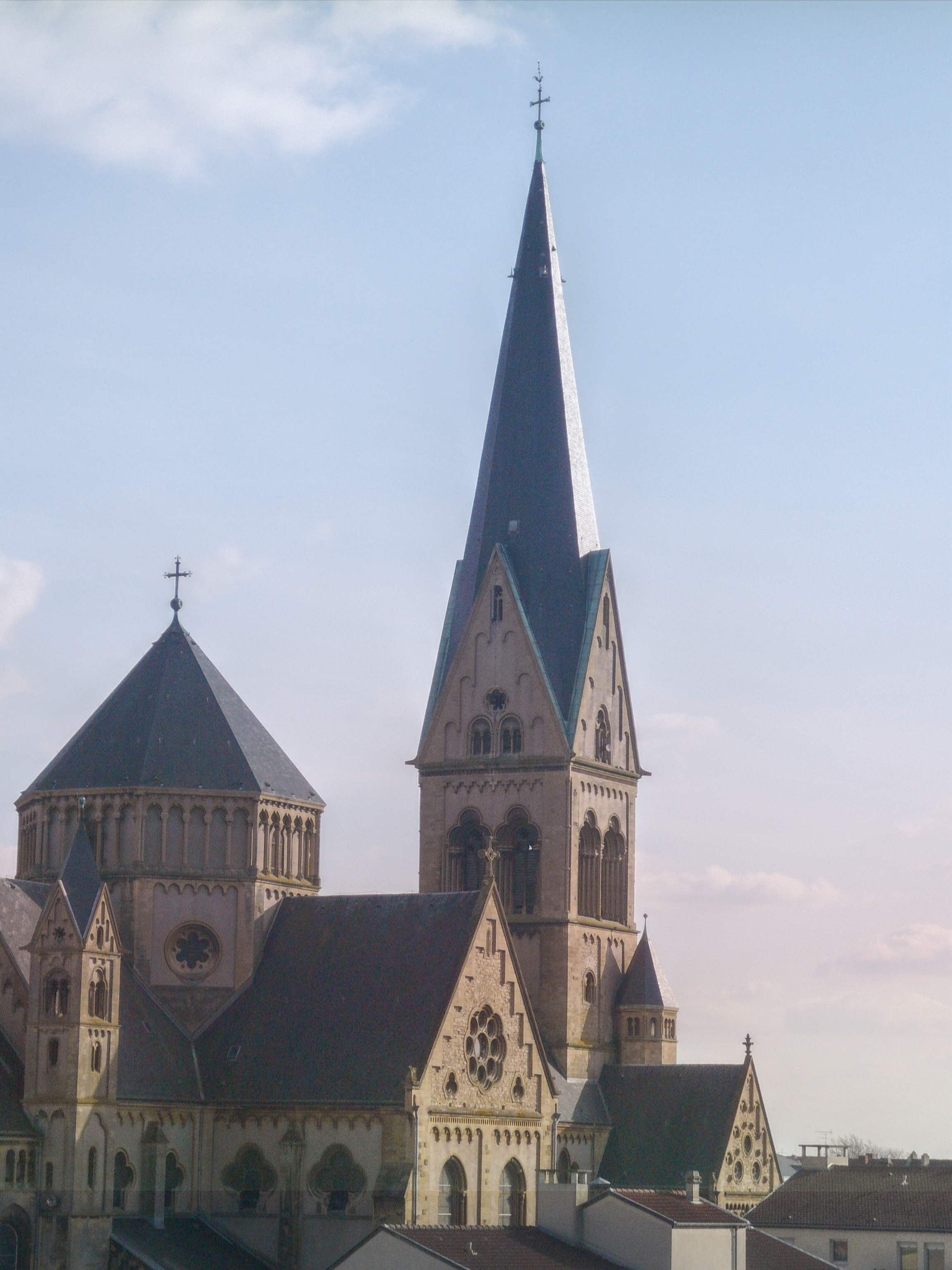
Église Saint-Joseph de Montigny-lès-Metz

- Église Sainte-Marie de Bad Homburg vor der Höhe (de), 1892–1895
- Église Saint-Maurice de Strasbourg, Arnoldsplatz, 1893-1899
- Église Sainte-Marie-de-l'Immaculée-Conception de Düsseldorf (de), 1894–1896
- Église Sainte-Croix de Bad Kreuznach (de), Wilhelmstraße, 1895–1897
- Église Saint-Roch de Kaiserslautern-Hohenecken (de), 1896–1897
- Église Saint-Matthieu de Bad Sobernheim (de), 1898–1899
- Institut d’études religieuses de Bensheim (de) 1899–1900[1]
- Église du Sacré-Cœur de Bad Kreuznach-Planig (de), 1900
- Église Saint-Liévin de Mettlach (de) (Sarre)
- Église du Sacré-Cœur de Coblence, Löhrrondell, 1900–1903
- Église Saint-Pierre de Heppenheim, Kirchgasse, 1900–1904[2]
- Église Saint-Fridolin de Mulhouse, 1901–1906
- Église Saint-Boniface de Neuenkirchen (de) (Oldenburg), 1902–1905
- Tour de l'église Saint-Lucie d'Harsewinkel (de), 1903–1904
- Église Saint-Joseph de Montigny-lès-Metz, 1903-1906
- Église Notre-Dame de Kreuzberg (Berlin), 1903-1906
- Villa Bleyler, de style néobaroque ponctué d’Art nouveau, dans le quartier impérial de Metz, 1904-1906
- Tour de façade de l'église Saint-Étienne, Mayence-Gonsenheim, 1905–1906
- Église Sainte-Élisabeth de Bonn (de), Bernard-Custodis-Str. 2, 53113 Bonn, 1906–1910
- Église Saint-Antoine de Padoue, Dortmund, Holsteiner Straße, 1907–1908
- Rénovation de l'église baroque Sainte-Marie-de-la-Visitation, Mayence-Laubenheim, 1908
- Église Saint-Martin d'Haren (de) (Ems), 1908–1911
- Église Saint-Clément de Rheda (de) (Westphalie), 1910–1911
- Église Saint-Boniface de Dortmund (de), Bonifatiusstraße, 1909–1910
- Église du Sacré-Cœur de Mayence (Mémorial pour Mgr von Ketteler, l'évêque social de Mayence), 1911–1913
- Église de la Trinité de Wiesbaden (de), 1910–1912
- Église Saint-Marie d'Offenbach-sur-le-Main (de), 1911–1913
- Église Saint-Éloi de Völklingen (de), 1912–1913
- Église Sainte-Marie-de-l'Assomption, Mayence-Weisenau, façade occidentale et tour, 1912-1913
- Église Saint-Joseph de Spire (de), Gilgenstraße, 1912–1914
- Église du Sacré-Cœur-de-Jésus, Gladbeck-Zweckel, Feldhauser Straße, 1912–1915
- Église Saint-Ludger de Schermbeck-Altschermbeck (de), 1914
- Église Sainte-Marie-Madeleine, (Bochum-) Wattenscheid-Höntrop, Wattenscheider Hellweg, 1914–1915
- Église Saint-Bruno de Cologne-Klettenberg (de), 1924–1926 (avec l'architecte Hans Hansen)
- Église Saint-Hubert, Sarrebrück-Jägersfreude, 1927–1928
- Église Saint-Nicolas, Offenbach-Bieber, 1936
- Église Saint-Maurice de Mülheim-Kärlich (de)
- Église Saint-Pierre d'Enchenberg, agrandie du côté du chœur entre 1908 et 1911

## Source
- (de) Cet article est partiellement ou en totalité issu de l’article de Wikipédia en allemand intitulé « Ludwig Becker » (voir la liste des auteurs).